# VV Zwartemeer in het seizoen 1962/63
Het seizoen 1962/1963 was het 42e jaar in het bestaan van de Klazienaveense voetbalclub Zwartemeer. De club kwam uit in de Tweede divisie A, het team eindigde op de 16e plaats. Ook werd deelgenomen aan het toernooi om de KNVB beker, hierin werd in de eerste ronde verloren van HVC (0–2).

## Wedstrijdstatistieken

### Tweede divisie A
| 1e speelronde                                                               | Zwartemeer                                                | 0 – 4 (0 – 2) | Alkmaar '54                                                                 |
| 26 augustus 1962 Plaats: Klazienaveen Mr. Ovingstraat Toeschouwers: 4.000   |                                                           |               | 8', 75', –' Tibor Lőrincz 35' János Hanek                                   |
| 2e speelronde                                                               | Zwartemeer                                                | 1 – 1 (1 – 0) | Vitesse                                                                     |
| 9 september 1962 Plaats: Klazienaveen Mr. Ovingstraat Toeschouwers: 2.500   | Jan Smit                                                  |               | 48' Jan Seelen                                                              |
| 3e speelronde                                                               | Be Quick                                                  | 1 – 1 (1 – 1) | Zwartemeer                                                                  |
| 16 september 1962 Plaats: Groningen Esserberg Toeschouwers: 1.500           | Herman Mengerink 24'                                      |               | 17' Hans Kalter                                                             |
| 4e speelronde                                                               | Zwartemeer                                                | 0 – 2 (0 – 1) | ZFC                                                                         |
| 23 september 1962 Plaats: Klazienaveen Mr. Ovingstraat Toeschouwers: 2.500  |                                                           |               | Piet van der Bor 75' Jos van Helvert                                        |
| 5e speelronde                                                               | Stormvogels                                               | 2 – 0 (0 – 0) | Zwartemeer                                                                  |
| 30 september 1962 Plaats: IJmuiden Schoonenberg Toeschouwers: 1.750         | Ko Bakker –', –'                                          |               |                                                                             |
| 6e speelronde                                                               | Zwartemeer                                                | 3 – 2 (2 – 2) | Oldenzaal                                                                   |
| 7 oktober 1962 Plaats: Klazienaveen Mr. Ovingstraat Toeschouwers: 2.000     | Jan Smit 4', 24', 49'                                     |               | Henk Kalsbeek –' (pen.) Henk Nieland                                        |
| 7e speelronde                                                               | Tubantia                                                  | 5 – 2 (2 – 0) | Zwartemeer                                                                  |
| 21 oktober 1962 Plaats: Hengelo Veldwijk Toeschouwers: 3.000                | Henk ten Brink 13' Klaas Snip 23', –', –', –'             |               | 68', –' Teun Veenstra                                                       |
| 8e speelronde                                                               | Zwartemeer                                                | 2 – 0 (2 – 0) | AGOVV                                                                       |
| 28 oktober 1962 Plaats: Klazienaveen Mr. Ovingstraat Toeschouwers: 1.500    | Teun Veenstra 11' Tonny Roosken 20'                       |               |                                                                             |
| 9e speelronde                                                               | De Graafschap                                             | 2 – 1 (0 – 1) | Zwartemeer                                                                  |
| 4 november 1962 Plaats: Doetinchem De Vijverberg Toeschouwers: 3.500        | Cees Jager –', 52'                                        |               | 12' Tonny Roosken                                                           |
| 10e speelronde                                                              | Zwartemeer                                                | 3 – 5 (2 – 2) | Wageningen                                                                  |
| 18 november 1962 Plaats: Klazienaveen Mr. Ovingstraat Toeschouwers: 2.500   | Tonny Roosken 6' Teun Veenstra 27', –'                    |               | 1', 25' Epi Drost 68', 76', –' Ton van de Weerd                             |
| 11e speelronde                                                              | N.E.C.                                                    | 2 – 1 (1 – 1) | Zwartemeer                                                                  |
| 25 november 1962 Plaats: Nijmegen Goffertstadion Toeschouwers: 10.000       | Henk Hoogstraten 30' Ben Werts 70'                        |               | 12' Teun Veenstra                                                           |
| 12e speelronde                                                              | Zwartemeer                                                | 0 – 0         | KFC                                                                         |
| 2 december 1962 Plaats: Klazienaveen Mr. Ovingstraat Toeschouwers: 1.000    |                                                           |               |                                                                             |
| 13e speelronde                                                              | Zwartemeer                                                | 4 – 0 (2 – 0) | Leeuwarden                                                                  |
| 23 december 1962 Plaats: Klazienaveen Mr. Ovingstraat Toeschouwers: 1.000   | Jan Voorn 10', 20' Willy Hoogenberg 52' Teun Veenstra 85' |               |                                                                             |
| 14e speelronde                                                              | VSV                                                       | 3 – 0 (2 – 0) | Zwartemeer                                                                  |
| 26 december 1962 Plaats: Velserbroek Schoonenberg Toeschouwers: 700         | Henk Belfroid 7', 8' Fred Dikstaal                        |               |                                                                             |
| 15e speelronde                                                              | Zwolsche Boys                                             | 0 – 2 (0 – 0) | Zwartemeer                                                                  |
| 24 maart 1963 Plaats: Zwolle Gemeentelijk Sportpark Toeschouwers: 3.500     |                                                           |               | 62', 76' Tonny Roosken                                                      |
| 16e speelronde                                                              | Zwartemeer                                                | 1 – 1 (1 – 0) | Zwolsche Boys                                                               |
| 31 maart 1963 Plaats: Klazienaveen Mr. Ovingstraat Toeschouwers: 3.000      | Tonny Roosken 33'                                         |               | 65' Herman Lafaille                                                         |
| 17e speelronde                                                              | Alkmaar '54                                               | 2 – 0 (2 – 0) | Zwartemeer                                                                  |
| 7 april 1963 Plaats: Alkmaar Alkmaarderhout Toeschouwers: 2.500             | János Hanek 22' Jan Kooge                                 |               |                                                                             |
| 18e speelronde                                                              | Heerenveen                                                | 2 – 0 (1 – 0) | Zwartemeer                                                                  |
| 15 april 1963 Plaats: Heerenveen Gemeentelijk Sportpark Toeschouwers: 1.200 | Hans Zwart –' (pen.) Eise Bosma 73'                       |               |                                                                             |
| 19e speelronde                                                              | Vitesse                                                   | 2 – 1 (2 – 1) | Zwartemeer                                                                  |
| 21 april 1963 Plaats: Arnhem Nieuw-Monnikenhuize Toeschouwers: 5.000        | Toon Huiberts Leo Beerendonk                              |               | 45' Tonny Roosken                                                           |
| 20e speelronde                                                              | Zwartemeer                                                | 2 – 4 (0 – 3) | Be Quick                                                                    |
| 28 april 1963 Plaats: Klazienaveen Mr. Ovingstraat Toeschouwers: 2.500      | Joop Boltendal 70' Teun Veenstra 75'                      |               | –', 34' Johan Wieringa 36' Dré Woest 55' Herman Mengerink                   |
| 21e speelronde                                                              | Zwartemeer                                                | 1 – 1 (0 – 0) | Heerenveen                                                                  |
| 30 april 1963 Plaats: Klazienaveen Mr. Ovingstraat Toeschouwers: 1.500      | Tonny Roosken 62'                                         |               | 83' (pen.) Sicco Kuiper                                                     |
| 22e speelronde                                                              | ZFC                                                       | 3 – 1 (2 – 1) | Zwartemeer                                                                  |
| 5 mei 1963 Plaats: Zaandam Westzanerdijk Toeschouwers: 1.000                | Jan Brouwer 1' Kasper Stuive 30' Piet Blok 51'            |               | 30' Teun Veenstra                                                           |
| 23e speelronde                                                              | Zwartemeer                                                | 0 – 0         | Stormvogels                                                                 |
| 12 mei 1963 Plaats: Klazienaveen Mr. Ovingstraat Toeschouwers: 1.500        |                                                           |               |                                                                             |
| 24e speelronde                                                              | Oldenzaal                                                 | 1 – 6 (0 – 2) | Zwartemeer                                                                  |
| 19 mei 1963 Plaats: Oldenzaal Het Heuveltje Toeschouwers: 1.000             | Bennie Stuivenberg 59'                                    |               | Hans Kalter –' (e.d.) Henk Renssen 53', 62', –' Teun Veenstra Tonny Roosken |
| 25e speelronde                                                              | Zwartemeer                                                | 2 – 1 (1 – 0) | Tubantia                                                                    |
| 23 mei 1963 Plaats: Klazienaveen Mr. Ovingstraat Toeschouwers: 2.000        | Tonny Roosken 42' Joop Boltendal 53'                      |               | 60' Henk ten Brink                                                          |
| 26e speelronde                                                              | AGOVV                                                     | 3 – 1 (1 – 1) | Zwartemeer                                                                  |
| 26 mei 1963 Plaats: Apeldoorn Berg & Bos Toeschouwers: 5.000                | Henk Kanselaar 10' Freek Kraijer 80' (pen.)               |               | 38' Hans Kalter                                                             |
| 27e speelronde                                                              | Zwartemeer                                                | 2 – 0 (0 – 0) | De Graafschap                                                               |
| 1 juni 1963 Plaats: Klazienaveen Mr. Ovingstraat Toeschouwers: 1.500        | Joop Boltendal Teun Veenstra                              |               |                                                                             |
| 28e speelronde                                                              | Wageningen                                                | 1 – 1 (0 – 1) | Zwartemeer                                                                  |
| 3 juni 1963 Plaats: Wageningen Wageningse Berg Toeschouwers: 1.000          | Van Buiten 81'                                            |               | 40' Tonny Roosken                                                           |
| 29e speelronde                                                              | Zwartemeer                                                | 1 – 2 (0 – 2) | VSV                                                                         |
| 5 juni 1963 Plaats: Klazienaveen Mr. Ovingstraat Toeschouwers: 1.000        | Hans Kalter 55'                                           |               | Ted Immers Fred André                                                       |
| 30e speelronde                                                              | Zwartemeer                                                | 2 – 1 (1 – 1) | N.E.C.                                                                      |
| 9 juni 1963 Plaats: Klazienaveen Mr. Ovingstraat Toeschouwers: 2.000        | Teun Veenstra 20' Tonny Roosken 80'                       |               | Cor Smulders                                                                |
| 31e speelronde                                                              | Leeuwarden                                                | 3 – 1 (2 – 1) | Zwartemeer                                                                  |
| 12 juni 1963 Plaats: Leeuwarden Gemeentelijk Sportpark Toeschouwers: 2.000  | Ben de Vries 1' Marius Delgrosso –', 89'                  |               | Tonny Roosken                                                               |
| 32e speelronde                                                              | KFC                                                       | 2 – 2 (0 – 1) | Zwartemeer                                                                  |
| 16 juni 1963 Plaats: Koog aan de Zaan Breestraat Toeschouwers: 1.000        | Dick Bosschieter 70' Ab Parrée                            |               | 9' Tonny Roosken 55' Riekus Nieborg                                         |

### KNVB Beker
| 1e ronde                                                                 | Zwartemeer | 0 – 2 (0 – 1) | HVC                                 |
| 13 oktober 1962 Plaats: Klazienaveen Mr. Ovingstraat Toeschouwers: 1.000 |            |               | 22' Theo Surstedt 88' Jan Nederhand |

## Statistieken Zwartemeer 1962/1963

### Eindstand Zwartemeer in de Nederlandse Tweede divisie A 1962 / 1963
| Stand | Gespeeld | Gewonnen | Gelijk | Verloren | Punten | Doelpunten voor | Doelpunten tegen |
| ----- | -------- | -------- | ------ | -------- | ------ | --------------- | ---------------- |
| 16e   | 32       | 8        | 8      | 16       | 24     | 44              | 58               |

### Topscorers
| #              | Naam                     | Goal |
| -------------- | ------------------------ | ---- |
| 1.             | Tonny Roosken            | 14   |
| 1.             | Teun Veenstra            | 14   |
| 3.             | Hans Kalter              | 4    |
| 3.             | Jan Smit                 | 4    |
| 5.             | Joop Boltendal           | 3    |
| 6.             | Jan Voorn                | 2    |
| 7.             | Willy Hoogenberg         | 1    |
| 7.             | Riekus Nieborg           | 1    |
| Eigen doelpunt |                          |      |
| –              | Henk Renssen (Oldenzaal) | 1    |
| Totaal         | Totaal                   | 44   |

| #      | Naam        | Goal |
| ------ | ----------- | ---- |
| –      | Geen speler | 0    |
| Totaal | Totaal      | 0    |

### Punten per tegenstander
|       | AGOVV | Alkmaar '54 | Be Quick | De Graafschap | Heerenveen | KFC | Leeuwarden | N.E.C. | Oldenzaal | Stormvogels | Tubantia | Vitesse | VSV | Wageningen | ZFC | Zwolsche Boys |
| ----- | ----- | ----------- | -------- | ------------- | ---------- | --- | ---------- | ------ | --------- | ----------- | -------- | ------- | --- | ---------- | --- | ------------- |
| Thuis | 2     | 0           | 0        | 2             | 1          | 1   | 2          | 2      | 2         | 1           | 2        | 1       | 0   | 0          | 0   | 1             |
| Uit   | 0     | 0           | 1        | 0             | 0          | 1   | 0          | 0      | 2         | 0           | 0        | 0       | 0   | 1          | 0   | 2             |

### Doelpunten per tegenstander
|       | AGOVV | Alkmaar '54 | Be Quick | De Graafschap | Heerenveen | KFC | Leeuwarden | N.E.C. | Oldenzaal | Stormvogels | Tubantia | Vitesse | VSV | Wageningen | ZFC | Zwolsche Boys | Totaal |
| ----- | ----- | ----------- | -------- | ------------- | ---------- | --- | ---------- | ------ | --------- | ----------- | -------- | ------- | --- | ---------- | --- | ------------- | ------ |
| Thuis | 2     | 0           | 2        | 2             | 1          | 0   | 4          | 2      | 3         | 0           | 2        | 1       | 1   | 3          | 0   | 1             | 24     |
| Uit   | 1     | 0           | 1        | 1             | 0          | 2   | 1          | 1      | 6         | 0           | 2        | 1       | 0   | 1          | 1   | 2             | 20     |
|       |       |             |          |               |            |     |            |        |           |             |          |         |     |            |     |               | 44     |